# 哈里特邦

哈里特邦的位置

哈里特邦（英語：Harit Pradesh，意为绿邦），印度的一个行政区划提议，现属北方邦西部地区，占北方邦面积的33.14%，人口的35—36%，包括加濟阿巴德、阿格拉、诺伊达、密拉特、马图拉、巴雷利等城市。
哈里特邦所涵盖的地区有着同北方邦其他地区不同的人口、经济和文化情况，而更接近哈里亚纳邦、旁遮普邦、拉贾斯坦邦北部。例如，这里使用考拉维方言和布拉杰语，同北方邦东部东安恰尔的博杰普尔语和中部的阿瓦德语不同。东部地区盛行的日神节亦相对较少人庆祝。同时，该地区的经济发展状况亦明显好于东部地区，其生产总值占到北方邦50%以上，令部分当地人产生分离倾向。
提议人常主张以密拉特为首府，如B·R·安贝德卡。